# 김임식
김임식(金任植, 1923년 4월 18일 ~ 2010년 1월 23일)은 대한민국의 교육인, 정치인이다. 제6·8·9·10대 국회의원을 지냈다.

## 학력
- 1943 도쿄전기전문학교
- 1952 건국대학교 정치학 학사
- 1966 경희대학교대학원 정치학 석사
- 1970 서울대학교경영대학원 수료
- 1977 부산대학교 정치학 명예박사

## 경력
- 1946 부산상업고등학교 교사
- 1953 부산 개성중학교 교감
- 1961 밀양 무안중학교 교장
- 1963 제6대 국회의원
- 1966 동의학원 이사장, 동의대학교 설립
- 1967 흥국생명보험 사장
- 1969 한국고무공업협회 회장
- 1971 흥국생명보험 회장
- 1971 제8대 국회의원
- 1973 제9대 국회의원
- 1973 국회 재무위원장
- 1978 제10대 국회의원
- 1991 사립학교 교원연금관리공단 이사장
- 1991 한국대학법인협의회 회장
- 1992 한국사학법인연합회 회장

## 역대 선거 결과
|  | 37.64% |

|  | 34.10% |

|  | 48.12% |

|  | 35.96% |

|  | 33.78% |